# Hofanlage Weserstraße 29
Die Hofanlage Weserstraße 29 in der niedersächsischen Gemeinde Loxstedt, Ortsteil Büttel, im Landkreis Cuxhaven, stammt aus dem 19. Jahrhundert. Aktuell (2024) wird sie landwirtschaftlich und gewerblich genutzt.
Die Gebäude stehen unter Denkmalschutz (siehe auch Liste der Baudenkmale in Loxstedt).

## Geschichte
Die Hofanlage in der Nähe zur Lune gehörte ursprünglich zu einer um 1900 aufgegebenen Ziegelei an der Weser. Deshalb sind die gut erhaltenen Gebäude qualitätvoll gestaltet. Sie besteht aus
- dem eingeschossigen giebelständigen Wohn- und Wirtschaftsgebäude von 1807 als Vierständer-Hallenhaus mit massiven Backsteinaußenwänden, mit reetgedecktem Krüppelwalmdach, Niedersachsengiebel mit Uhlenloch und Grooter Door mit Segmentbogen und markanter Umrandung, schlichtem Fassadenschmuck mit gekehltem Traufgesims und ornamentierten Mauerankern, Giebeldreieck in holländischen Dreiecken aufgemauert, Innengerüst von 1807 vollständig erhalten; ehemals Wohn- und Wirtschaftsgebäude der zugehörigen Ziegelei,[2]
- dem Altenteil als traufständiger Backsteinbau von 1840 (Inschrift) mit ziegelgedecktem Satteldach, schlichten Backsteinfassaden in Form von holländischen Dreiecken zur Aufmauerung des Giebeldreiecks sowie der Grooten Door mit Segmentbogen,[3]
- der traufständigen Scheune als Backsteinbau von 1879 (Inschrift) nach Art eines Vierständer-Hallenhauses mit reetgedecktem Krüppelwalmdach, Niedersachsengiebel mit Uhlenloch und seitlicher Grooter Door sowie Längsdurchfahrt, hofseitige Fassade durch Rundbogenfenster mit dreibahniger Eisensprossenunterteilung gestaltet,[4]
- dem erhaltenen Hofpflaster
- sowie einem nicht denkmalgeschützten Speicher mit Ladeluke.

Das Landesdenkmalamt befand u. a.: „… Dem Bauwerk kommt somit neben einer orts- auch eine bau- und kunstgeschichliche Bedeutung zu.“